# Diamond League
Diamond League är en friidrottstävling som från och med 2010 ersätter Golden League och som, liksom tidigare, arrangeras av Internationella friidrottsförbundet IAAF. Till och med 2012 gick tävlingen även under namnet Samsung Diamond League. Skillnaden jämfört med Golden League-tävlingen är att fler grenar nu finns med på programmet och att fler tävlingar hålls, vilket ska främja ett globalare intresse och öka tävlingens intäkter.